# Омбыш
О́мбыш (укр. О́мбиш) – село, расположенное на территории Борзнянского района Черниговской области (Украина) на правом берегу реки Остёр. Расположено в 33 км на юго-запад от райцентра Борзны. Население — 696 чел. (на 2006 г.). Адрес совета: 16410, Черниговская обл., Борзнянский р-он, село Омбыш, ул. Комунаров, 8. Село основано в начале XVII века.